# Chromis flavicauda
Chromis flavicauda är en fiskart som först beskrevs av Günther, 1880.  Chromis flavicauda ingår i släktet Chromis och familjen Pomacentridae. IUCN kategoriserar arten globalt som otillräckligt studerad. Inga underarter finns listade i Catalogue of Life.